# トーナル岩

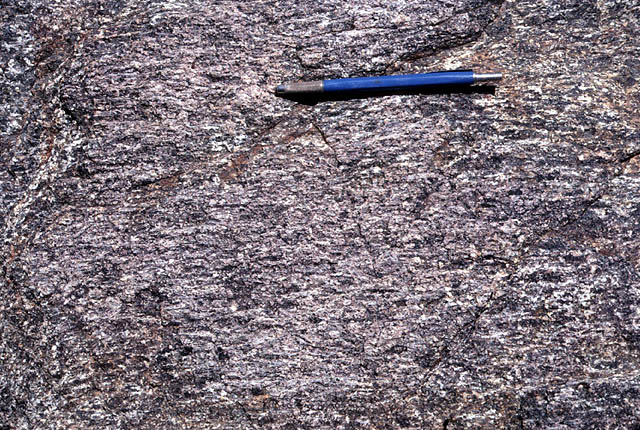
トーナル岩

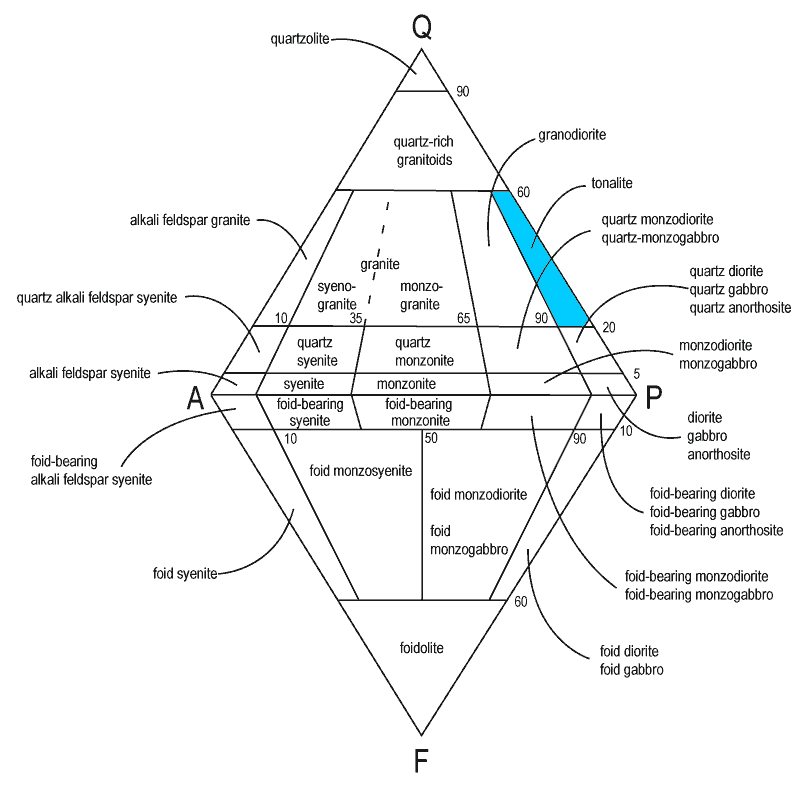
深成岩のQAPF図
Q：石英、A：アルカリ長石、P：斜長石、F：準長石

トーナル岩（とーなるがん、tonalite、トーナライト）は、アルカリ長石をほとんど含まず、石英と斜長石、有色鉱物からなる深成岩。石英閃緑岩よりも石英が多いものを指すが、石英閃緑岩と同じ扱いをされることもある。
トーナル岩よりもアルカリ長石の割合が大きいのは花崗閃緑岩。